# Ferrovia Cana-Arcille-Rispescia
La ferrovia Cana-Arcille-Rispescia, altrimenti nota come ferrovia del Baccinello, era una ferrovia mineraria privata a scartamento ridotto che collegava il bacino minerario di Cana e Baccinello a Rispescia, frazione del comune di Grosseto.

## Storia
La ferrovia, a binario unico e priva di elettrificazione, fu inaugurata nel 1916 nel tratto compreso tra Cana e Arcille, venendo collegata alla stazione di Rispescia, sulla ferrovia Tirrenica, due anni più tardi. Partendo da Cana, la linea incontrava le stazioni intermedie di Baccinello, Arcille e Istia d'Ombrone, quest'ultima comprensiva di un raccordo a servizio di una vicina fornace. La linea fu ideata allo scopo di migliorare il trasporto dei minerali estratti nelle numerose cave di lignite aperte nel territorio collinare tra Baccinello e Cana; i treni merci che da qui partivano raggiungevano la stazione di Rispescia ma non potevano proseguire verso Roma o Livorno, poiché la ferrovia Cana-Arcille-Rispescia era stata realizzata a scartamento ridotto, mentre la linea Tirrenica era a scartamento ordinario.
Ben presto, dunque, si decise di modificare il tracciato della ferrovia e di allacciarla alla ben più importante stazione di Grosseto mediante la costruzione della linea Cana-Arcille-Grosseto, che ricalcava il percorso della ferrovia Cana-Arcille-Rispescia fino a Istia d'Ombrone. La nuova linea, costruita a scartamento ordinario, consentì un ulteriore miglioramento della logistica della zona permettendo ai convogli merci provenienti da Cana carichi di lignite di proseguire la propria corsa a nord, verso Livorno, o a sud, verso Roma. La tratta Istia d'Ombrone-Rispescia entrò in una fase di repentino declino e venne soppressa nel 1925, sostituita nelle sue funzioni dalla nuova ferrovia diretta a Grosseto, che rimase in servizio sino a metà del Novecento.

## Caratteristiche
| Unknown route-map component "exKBHFa" |

| Unknown route-map component "exHST" |

| Unknown route-map component "exBHF" |

| Unknown route-map component "exBHF" |

| Unknown route-map component "exCONTgq" | Unknown route-map component "exABZgr" |  |

| Unknown route-map component "CONTgq" | Unknown route-map component "xABZg+r" |  |

| Unknown route-map component "eHST" |

| Continuation forward |